# Sidste stik
Sidste stik (originaltitel: The Sting) er en Oscar-belønnet amerikansk film fra 1973 med Paul Newman og Robert Redford i rollerne som to svindlere i 1930'ernes Chicago, der snyder en gangster, spillet af Robert Shaw.
Filmens manuskript var inspireret af to virkelige svindlere, brødrene Fred og Charley Gondorff, hvis liv og svindelnumre var beskrevet i David Maurers bog The Big Con: The Story of the Confidence Man fra 1940.
Filmens musik var arrangeret af Marvin Hamlisch, der tog sit udgangspunkt i Scott Joplins ragtime-kompositioner. Særlig filmens signaturmelodi The Entertainer, blev et stort hit og medførte en betydelig kommerciel interesse for filmens soundtrack og en fornyet interesse for ragtime og Scott Joplins øvrige kompositioner og udgivelser. 

## Handling
Filmen er opdelt i syv sektioner, hver med sin lille overskrift og musikalske signatur. 
Småsvindleren Johnny Hooker (Redford) svindler sammen med to andre gangsteren Doyle Lonnegan (Robert Shaw). Svindlen lykkes, men tingene går galt, og Lonnegan dræber Hookers ven og kollega Luther Coleman. Samtidig får Hooker den korrupte politimand William Snyder (Charles Durning) på nakken, idet Snyder kræver en del af udbyttet. Inden Luther Coleman blev dræbt, havde han anbefalet Hooker at tage til Chicago for at komme i lære hos storsvindleren Henry Gondorff (Paul Newman). Hooker tager herefter til Chicago, hvor han kommer i kontakt med Gondorff, dog uden at fortælle, at politimanden Snyder er efter ham. 
Gondorff er i starten ikke meget for at tage sig af Hooker, men de to sætter sig alligevel for at sætte et svindelnummer op, kendt som "The Wire". Svindelnummeret kræver deltagelse af en lang række statister, der skal medvirke til at give svindelnummeret troværdighed. Imens bliver politimanden Snyder kontaktet af FBI agenten Polk, der oplyser, at han er efter Gondorff, og Snyder og FBI arbejder nu sammen mod de to svindlere.
Gondorff og Hooker lokker på snedig vis Lonnegan til at spille på en hest i et væddeløb, hvor gevinsten skulle være "sikker". Lonnegan forklarer, at han har spillet på hesten Lucky Dan som vinder, men får at vide, at han har spillet forkert, da han skulle have spillet på hesten som "placeret", da hesten bliver nr. to i løbet. Gondorff prøver desperat at få sine penge tilbage, men det er for sent. Midt i panikken bryder Snyder og Polk fra FBI ind i lokalet. Det afsløres, at Hooker har snydt Gondorff, hvorefter Gondorff skyder Hooker. FBI-agenten Polk skyder herefter Gondorff, og den korrupte politmand Snyder sørger for, at Lonnegan eskorteres ud af lokalet for at undgå flere problemer. Efter at Snyder og Lonnegan har forladt lokalet, rejser Hooker og Gondorff sig op, og lokalet ryddes for inventar, svindlere og statister.

## Medvirkende
- Paul Newman – Henry Gondorff
- Robert Redford – Johnny Hooker
- Robert Shaw – Doyle Lonnegan
- Charles Durning – Lt. William Snyder
- Ray Walston – J.J. Singleton
- Eileen Brennan – Billie
- Harold Gould – Kid Twist
- John Heffernan – Eddie Niles
- Dana Elcar – FBI-agent Polk
- Jack Kehoe – Joe Erie
- Dimitra Arliss – Loretta

## Priser og nomineringer
Sidste stik modtog et stort antal priser og nomineringer. Ved den 46. Oscar-uddeling var filmen nomineret til 10 Oscars, hvoraf den vandt følgende syv: 
- - Oscar for bedste film
  - Oscar for bedste instruktør – George Roy Hill
  - Oscar for bedste originale manuskript – David S. Ward
  - Oscar for bedste klipning – William Reynolds
  - Oscar for bedste kostumer – Edith Head
  - Oscar for bedste musik – Marvin Hamlisch
  - Oscar for bedste scenografi

Robert Redford blev nomineret til en Oscar for bedste mandlige hovedrolle, men prisen gik i stedet til Jack Lemmon for sin hovedrolle i Save the Tiger.

## Eksterne links
- Sidste stik på Internet Movie Database (engelsk)
- Sidste stik på Filmdatabasen
- Sidste stik på Scope
- Sidste stik i Svensk Filmdatabas (svensk)
- Sidste stik på AlloCiné (fransk)
- Sidste stik på MovieMeter (nederlandsk)
- Sidste stik på AllMovie (engelsk)
- Sidste stik hos American Film Institute (engelsk)
- Sidste stiks profil hos Encyclopædia Britannica Online (engelsk)
- Sidste stik på Turner Classic Movies (engelsk)

| Priser                    | Priser                     | Priser                          |
| ------------------------- | -------------------------- | ------------------------------- |
| Foregående: The Godfather | Oscar for bedste film 1973 | Efterfølgende: The Godfather II |

1. ↑  Navnet er anført på engelsk og stammer fra Wikidata hvor navnet endnu ikke findes på dansk.